# 딘 버터워스
딘 버터워스(Dean Butterworth, 1976년 9월 26일 - )는 잉글랜드의 음악가로, 굿 샬럿의 일원이다.